# Алдияров, Абубакир Бермухамедулы
Абубакир Бермухамедулы Алдияров (каз. Әбубәкір Бермұхамедұлы Алдияров; 1878—1938, Тараз) — казахский  общественный деятель. 

## Биография
Родился в 1878 году в Сарайской волости Кустанайского уезда Тургайской области.
После окончания 2-годичной школы в Кустанае, организованной Ы. Алтынсариным, учился в Оренбургской гимназии и 1899 году поступил на медицинский факультет Казанского университета, где учился на стипендию имени генерала-адъютанта Н. А. Крыжановского. Окончив университет в 1904 году с серебряной медалью, работал врачом в Актюбинском и Кустанайском уездах и в городе Троицке (до 1916 года). В 1916 году был врачом в международном обществе Красного Креста в Пинске.
Принимал активное участие в Алашском движении. На чрезвычайном съезде казахов Костанайского уезда выступил с докладом об Алашской автономии. За активное участие в движении «Алаш» в 1928 сослан советскими властями в Усть-Каменогорск. Осужден по ложному обвинению и приговорен к расстрелу. Приговор приведён к исполнению 27 сентября 1938 года. Реабилитирован 20 сентября 1956 года.
Источник: Сведения ДКНБ РК по Жамбылской обл.
«Алдияров Абубакир Бермухамедович
Родился в 1881 г., Кустанайская обл., Карыбалыкский р-н, аул 6.; казах; образование высшее; врач, Мирзояновская железнодорожная больница.. Проживал: Жамбылская обл. (Джамбулская) Мирзоян ст..
Арестован 2 января 1938 г. ОДТО ГУГБ НКВД ст. Мирзоян.
Приговорен: тройка УНКВД Алма-Атинской обл. 27 января 1938 г., обв.: 58-10 УК РСФСР.
Приговор: ВМН Реабилитирован 29 сентября 1956 г. Президиум Алма-Атинского облсуда ЗА НЕДОКАЗАННОСТЬЮ СОСТАВА ПРЕСТУПЛЕНИЯ